# Ministri presidenti della Bassa Sassonia
Il Ministro presidente della Bassa Sassonia (in tedesco: Niedersachsen Ministerpräsident) è il capo del governo del Länder tedesco della Bassa Sassonia.

## Elenco
| Immagine | Ministro presidente (nascita-morte) | Partito         | Mandato                           |
| -------- | ----------------------------------- | --------------- | --------------------------------- |
|          | Hinrich Wilhelm Kopf (1893–1961)    | SPD             | 9 dicembre 1946 – 26 maggio 1955  |
|          | Heinrich Hellwege (1908–1991)       | Partito Tedesco | 26 maggio 1955 – 12 maggio 1959   |
|          | Hinrich Wilhelm Kopf (1893–1961)    | SPD             | 12 maggio 1959 – 21 dicembre 1961 |
|          | Georg Diederichs (1900–1983)        | SPD             | 29 dicembre 1961 – 8 luglio 1970  |
|          | Alfred Kubel (1909–1999)            | SPD             | 8 luglio 1970 – 6 febbraio 1976   |
|          | Ernst Albrecht (1930–2014)          | CDU             | 6 febbraio 1976 – 21 giugno 1990  |
|          | Gerhard Schröder (1944)             | SPD             | 1990 – 1998                       |
|          | Gerhard Glogowski (1943)            | SPD             | 1998 – 1999                       |
|          | Sigmar Gabriel (1959)               | SPD             | 1999 – 2003                       |
|          | Christian Wulff (1959)              | CDU             | 2003 – 2010                       |
|          | Jörg Bode (1970)                    | FDP             | 30 giugno 2010 – 1 luglio 2010    |
|          | David McAllister (1971)             | CDU             | 2010 – 2013                       |
|          | Stephan Weil (1958)                 | SPD             | 2013 – in carica                  |

## Elezioni

### Elezioni del 15 ottobre 2017

Unione Cristiano-Democratica di Germania
Partito Socialdemocratico di Germania

Unione Cristiano-Democratica di Germania
     Partito Socialdemocratico di Germania
| Liste  | Liste                                    | Maggioritario | Maggioritario | Maggioritario | Proporzionale | Proporzionale | Proporzionale | Totale seggi |
| Liste  | Liste                                    | Voti          | %             | Seggi         | Voti          | %             | Seggi         | Totale seggi |
| ------ | ---------------------------------------- | ------------- | ------------- | ------------- | ------------- | ------------- | ------------- | ------------ |
|        | Partito Socialdemocratico di Germania    | 1 508 830     | 39,6          | 55            | 1 413 990     | 36,9          | -             | 55           |
|        | Unione Cristiano-Democratica di Germania | 1 420 083     | 37,3          | 32            | 1 287 191     | 33,6          | 18            | 50           |
|        | Alleanza 90/I Verdi                      | 283 327       | 7,4           | -             | 334 130       | 8,7           | 12            | 12           |
|        | Partito Liberale Democratico             | 226 554       | 5,9           | -             | 287 957       | 7,5           | 11            | 11           |
|        | Alternativa per la Germania              | 174 521       | 4,6           | -             | 235 863       | 6,2           | 9             | 9            |
|        | Die Linke                                | 170 660       | 4,5           | -             | 177 118       | 4,6           | -             | -            |
|        | Altri                                    |               |               | -             |               |               | -             | -            |
| Totale | Totale                                   | 3 811 125     |               | 87            | 3 828 003     |               | 50            | 137          |